# Palus Epidemiarum

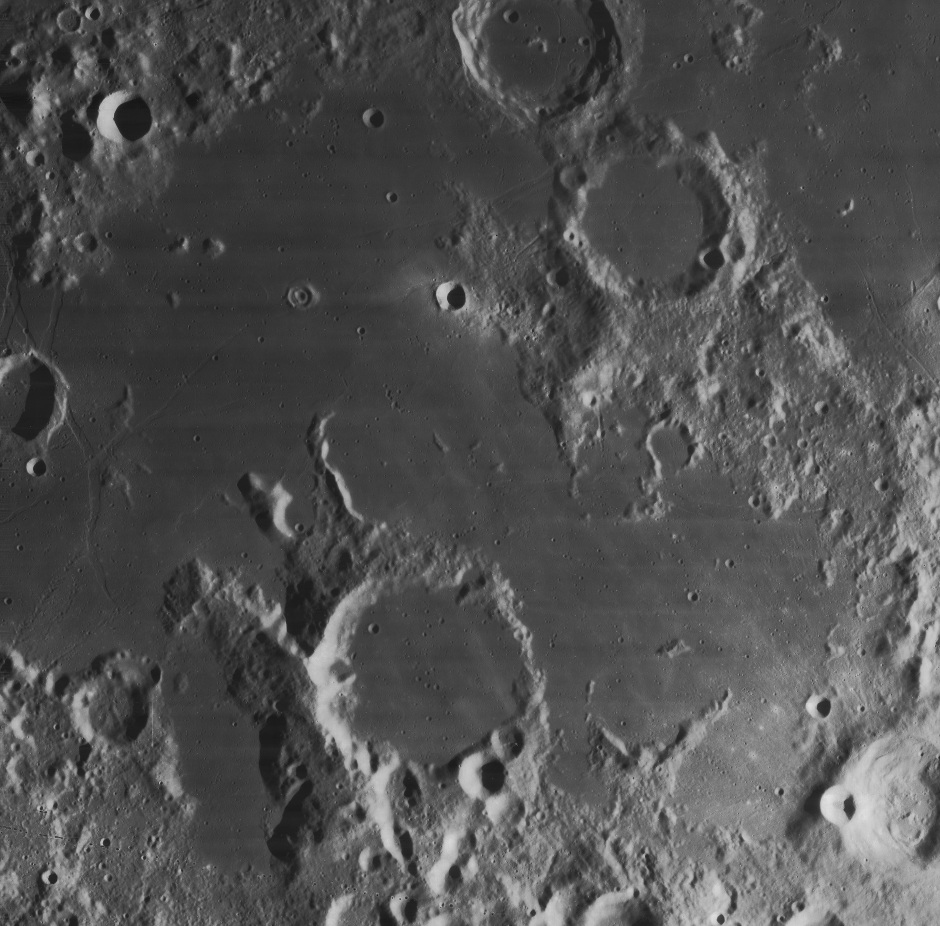
Lunar Orbiter 4; imatge de 1967

El Palus Epidemiarum (en llatí, Pantà de les Epidèmies) és una petita mare, situada en el la part sud-oest de la cara visible de la Lluna. Es troba al sud-oest de la Mare Nubium i al sud-est de la Mare Humorum. Forma una banda aspra de terreny inundat de colades de lava generalment amb rumb oest-est, amb una extensió orientada cap al nord en el seu límit occidental.
Aquesta mare és notable per un sistema d'esquerdes en el seu costat occidental denominat Rimae Ramsden, i sobretot per la Rima Hesiodus, una canal de gran amplària que s'estén des de centre del Palus Epidemiarum cap a l'est-nord-est al llarg d'uns 300 km. El cràter inundat de lava Capuanus ocupa el centre del sector sud de la mare, annex a un entrant del contorn. Proper a l'extrem occidental es troba el cràter també inundat de lava Ramsden, amb el cràter Cichus en l'extrem oriental de la mare.
L'extensió del nord de la mare aconsegueix l'exterior dels brocals dels cràters Campanus i Mercator. Una vall estreta entre aquests dos cràters uneix el Palus Epidemiarum amb la Mare Nubium, amb una de les esquerdes del Rimae Ramsden seguint el curs d'aquesta esquerda. El petit cràter-doble emmurallat Marth, situat al sud del punt central d'aquesta extensió.
Les coordenades selenogràfiques del Palus Epidemiarum són 32° 00′ S, 28° 12′ O / 32.0°S,28.2°O . El seu diàmetre envolupant és d'uns 286 km. Dades altimètrics de la missió Clementine mostren un pendent descendent de l'oest cap a l'est, amb una diferència de cota d'uns 2 km entre els seus punts extrems.
La seva designació va ser inclosa per Adela Blagg i Karl Müller en la seva relació de 1935.